# Anochetus ambiguus
Anochetus ambiguus  (лат.) — ископаемый вид муравьёв (Formicidae) рода Anochetus из подсемейства Ponerinae. Доминиканский янтарь (Центральная Америка, миоцен, возраст находки 16—19 млн лет). 

## Описание
Длина тела 5,62—5,94 мм. Основная окраска от коричневой до тёмно-коричневой, петиоль, бёдра и вертлуги красноватые. Мандибулы равны одной трети длины головы и несут от 7 до 9 зубцов на жевательном крае и три вершинных длинных зубца. Пронотум и мезонотум выпуклые. Проподеальные шипики короткие (0,04 мм).
Вид был впервые описан в 1994 году швейцарским мирмекологом Марией Де Андраде (Maria L. De Andrade , Базельский университет, Швейцария) вместе с другими ископаемыми муравьями, такими как A. exstinctus, A. conisquamis, A. dubius, A. intermedius, A. lucidus.